# Тянево (област Хасково)
 За другото българско село вижте Тянево (област Добрич).  
Тянево е село в Южна България. То се намира в община Симеоновград, област Хасково.

## История
Селото е създадено от преселници от околните села, които са взели това решение поради свръхнаселеността на селищата, от които идват. Тянево носи името на историческа личност, на когото има паметник в селото. В околността има река, наречена Каранейчевска река, носеща името на един от най-влиятелните родове в селото. Навремето жителите на Тянево са били единствено от български произход, но в наши дни са малцинство за сметка на циганите.
Името на селото се споменава в "Научно изследване за Сакарската област" Архив на оригинала от 2022-02-18 в Wayback Machine., където се казва, че "след съединението на Княжеството с Източна Румелия през 1885 година, само една част от сакарските селища като Вакъф (Устрем), Гердеме (Хлябово), Хаджикьой (Йерусалимово), Доситеево, Сюлеменчево (Българин), Гюдюлери (Черепово), Саранли (Оряхово), Бунарчево (Изворово), Охланлии (Момково), Дюдюкчелии (Свирково), Садъкьой (Тянево), Коюнлии (Овчарово), Хасърлии (Рогозиново), Калфакьой (Помощник), Каур алан (Българска поляна), Синаплии (Синапово), Шахлии (Княжево), Козлуджа (Орешник), Каваклии (Тополовград) остават в пределите на Българската държава". 
- приказ № 40/обн. 20.04.1884 г. – преименува с. Садъ кьой на с. Симеоново;
- Указ № 3/обн. 11 януари 1950 г. – преименува с. Симеоново на с. Тянево;

## Население
Численост
Численост на населението според преброяванията през годините:
| \| Година на преброяване \| Численост \| \| --------------------- \| --------- \| \| 1934 \| 1013 \| \| 1946 \| 1038 \| \| 1956 \| 955 \| \| 1965 \| 693 \| \| 1975 \| 556 \| \| 1985 \| 481 \| \| 1992 \| 435 \| \| 2001 \| 379 \| \| 2011 \| 297 \| \| 2021 \| 296 \| |           |
| Година на преброяване | Численост |
| 1934 | 1013      |
| 1946 | 1038      |
| 1956 | 955       |
| 1965 | 693       |
| 1975 | 556       |
| 1985 | 481       |
| 1992 | 435       |
| 2001 | 379       |
| 2011 | 297       |
| 2021 | 296       |

### Етнически състав
Преброяване на населението през 2011 г.
Численост и дял на етническите групи според преброяването на населението през 2011 г.:
|                     | Численост | Дял (в %) |
| Общо                | 297       | 100,00    |
| Българи             | 124       | 41,75     |
| Турци               | 0         | 0,00      |
| Цигани              | 64        | 21,54     |
| Други               | 0         | 0,00      |
| Не се самоопределят | 0         | 0,00      |
| Неотговорили        | 109       | 36,70     |

## Бит и култура
Сурвакницата, която се прави, е нетрадиционна. Дебела дряновица се нацепва на ленти, като се оставя дръжка, лентите се извиват дъгообразно и се оцветяват на хоризонтални ленти с ярки цветове.

## Културни и природни забележителности
От с. Калугерово до с. Тянево е минавал римският път Виа Сингидунум или Виа Милитарис, който е свързвал Централна Европа с Балканския п-в и Мала Азия, където са открити 6 пътни колони, три от които се пазят в Историческия музей в гр. Хасково. Тези паметници са издигнати от Августа Траяна (дн. Стара Загора) в чест на император Гордиан III (238-244 г.) и съпругата му Фурия Сабиния Транквилиана, която станала императрица в 241 г. 

## Редовни събития
Празник на селото – 30 септември